# Biosbardo
El biosbardo (o cocerello en otras zonas) es un animal imaginario propio de Galicia con el que se gastan bromas a los niños o a personas ingenuas, proponiéndoles salir en su caza. Es el equivalente al gamusino de otras regiones. 
El escritor Eduardo Blanco Amor publicó en 1962 un libro de cuentos titulado Os biosbardos, donde se cita este animal fabuloso.